# Little Awakino (rivière)
La rivière Little Awakino  (en anglais : Little Awakino River) est un cours d’eau de la région de Otago, dans l'Île du Sud de la Nouvelle-Zélande.

## Géographie
C’est un affluent du fleuve Waitaki, et s’écoule dans celui-ci à une courte distance en aval du lac Waitaki.